# Gladstone Pereira della Valentina
Gladstone Pereira della Valentina oder kurz Gladstone (* 29. Januar 1985 in Vila Velha) ist ein ehemaliger brasilianischer Fußballspieler. Neben der brasilianischen Staatsbürgerschaft besitzt er auch die italienische.

## Karriere

### Verein
Gladstone Spielte in seiner Jugend zuletzt beim brasilianischen Verein Cruzeiro EC in Belo Horizonte. Dort wurde er zur Saison 2003 in die erste Mannschaft berufen. Mit Cruzeiro feierte er in seiner ersten Profisaison auch den ersten Meistertitel der Vereinsgeschichte sowie den Gewinn des Copa do Brasil und der Staatsmeisterschaft von Minas Gerais. Im Sommer 2005 wurde er für ein halbes Jahr an Juventus Turin verliehen und danach ein weiteres halbes Jahr an den italienischen Zweitligisten Hellas Verona. Bei beiden Vereinen kam er aber nur selten bzw. gar nicht zum Einsatz, weshalb er 2006 wieder nach Brasilien zurückkehrte. Zur Saison 2007/08 wurde er an Sporting Lissabon verliehen. Die Portugiesen hatten am Saisonende eine Kaufoption für ca. 3,25 Millionen Euro, zogen diese jedoch nicht, da sich der Verteidiger nie gegen seine Konkurrenten durchsetzen konnte. Zwischenzeitlich hatte Gladstone mit Sporting sowohl den nationalen Pokal als auch den Super-Cup gewonnen. Nach dem Weggang aus Lissabon folgte ein weiteres 6-monatigs Leihgeschäft mit dem brasilianischen Erstligisten SE Palmeiras aus São Paulo. Auch hier besaß der Verein eine Kaufoption zum Ende der Saison, zog diese jedoch nicht. Im Jahr 2009 spielte Gladstone auf Leihbasis bei Náutico Capibaribe. Nach dem Auslaufen seines Vertrages bei Cruzeiro unterschrieb der Verteidiger im Februar 2010 einen Dreijahresvertrag beim rumänischen Erstligisten FC Vaslui. Mit Vaslui kämpfte er in den folgenden Jahren um den Gewinn der rumänischen Meisterschaft, ohne jedoch den Titel gewinnen zu können.
Mitte 2012 verließ Gladstone Vaslui und kehrte nach Brasilien zurück. Er spielte zunächst in den Spielzeiten 2012 und 2013 für ABC Natal in der Série B. Die erste Hälfte 2014 stand er bei AD Cabofriense unter Vertrag, wechselte aber noch vor Saisonbeginn zu Gil Vicente FC nach Portugal. Dort kam er in der Hinrunde 2014/15 nur viermal zum Einsatz. Anfang 2015 kehrte er in sein Heimatland zurück, wo er zahlreiche kurzfristige Engagements bei unterklassigen Vereinen erhielt und 2020 seine aktive Laufbahn beendete.

### Nationalmannschaft
Für das Länderspiel der brasilianischen Nationalmannschaft am 15. November 2006 gegen die Schweiz wurde Gladstone erstmals in den Kader berufen, kam jedoch nicht zum Einsatz. Vom neuen Nationaltrainer Dunga folgten im September 2007 noch Nominierungen für die Spiele gegen Mexiko und die Vereinigten Staaten.

## Erfolge
Cruzeiro
- Brasilianischer Meister: 2003
- Brasilianischer Pokalsieger: 2003
- Staatsmeisterschaft von Minas Gerais: 2003, 2004

Sporting Lissabon
- Portugiesischer Pokalsieger: 2008
- Portugiesischer Super-Cup-Sieger: 2008

CRB
- Staatsmeisterschaft von Alagoas: 2013

Botafogo
- Staatsmeisterschaft von Paraíba: 2018